# Super 3D Noah's Ark
Super 3D Noah's Ark (a volte chiamato Super Noah's Ark 3D) è uno sparatutto in prima persona non violento sviluppato dalla Wisdom Tree, e pubblicato nel 1994 per MS-DOS e Super Nintendo. Quest'ultima versione, ufficialmente non autorizzata da Nintendo, è caratterizzata da una peculiare cartuccia che, per oltrepassare il sistema di protezione, rende necessario l'inserimento di un altro gioco originale sopra di essa, similmente a quanto accade con il Game Genie.

## Modalità di gioco
Nel gioco sono state rimosse armi e scene violente: nei panni di Noè occorre esplorare la sua arca per addormentare una serie di animali, sparando frutti con una fionda.

## Tecnologia
Super 3D Noah's Ark utilizza il motore grafico di Wolfenstein 3D, ovvero il Wolfenstein 3D engine. Secondo una leggenda metropolitana, id Software avrebbe appositamente donato il codice sorgente del motore grafico alla Wisdom Tree perché questa realizzasse un gioco non autorizzato, e per così vendicarsi con Nintendo per le forti censure subite dal port del loro Wolfenstein 3D. In realtà Wisdom Tree erano, come altre compagnie, normali licenziatari della tecnologia sviluppata dalla id.